# Stenosoma lancifer
Stenosoma lancifer är en kräftdjursart som beskrevs av Edward John Miers 1881.
Stenosoma lancifer ingår i släktet Stenosoma och familjen tånglöss. Inga underarter finns listade i Catalogue of Life.